# Zlata Ohnjevič
Zlata Ohnjevič (in ucraino Злата Огнєвіч?), pseudonimo di Inna Leonidivna Bordjuh (in ucraino Інна Леонідівна Бордюг?; Murmansk, 12 gennaio 1986), è una cantante ed ex politica ucraina.

## Biografia
Di origini italiane e serbe, ha partecipato alle selezioni nazionali ucraine per l'Eurovision Song Contest degli anni 2010 e 2011, senza riuscire a vincere.
Nel 2013 si ripresenta alla selezione nazionale e riesce ad ottenere il massimo dei punti sia da televoto che giuria. Zlata Ohnjevič ha così potuto rappresentare l'Ucraina all'Eurovision Song Contest 2013 a Malmö col brano Gravity dove si classificò terza nella serata finale.
Il 30 novembre 2013 è stata co-presentatrice dell'edizione di quell'anno del Junior Eurovision Song Contest a Kiev, nel Palace Ukraine.
Candidata per il Partito Radicale di Oleh Ljaško è stata eletta al parlamento ucraino.

## Discografia

### Album in studio
- 2018 – Hrani
- 2019 – Syla pokolin'
- 2020 – Bohynja

### EP
- 2024 – Viddaju
- 2024 – Tycha nič

### Raccolte
- 2025 – The Best

### Singoli
- 2010 – Tiny Island
- 2011 – The Kukushka
- 2012 – Gravity
- 2013 – Za lisamy horamy
- 2014 – Pray for Ukraine
- 2014 – Himn Ukraïny
- 2014 – Moja melodija
- 2015 – Daleko
- 2015 – Kruževa
- 2016 – Za litom, za vesnoho
- 2017 – Tancjuvaty
- 2018 – Do mene
- 2019 – Solodka kara
- 2019 – Bohynja
- 2020 – Ty obicjav
- 2020 – Behy
- 2020 – Hola pravda
- 2020 – Istorii moho kochannja
- 2020 – Okean
- 2020 – Obicjaj meni
- 2021 – Ščedryk
- 2021 – Ja tvoja Jedyna
- 2021 – Always (con Shnaps)
- 2021 – Mij nazavždy
- 2021 – Klynok
- 2022 – Do vesny (con Artem Pyvovarov)
- 2022 – Svitlo
- 2022 – Leleka
- 2022 – Jak meni buty
- 2023 – Burevijamy (con Shumei)
- 2023 – Janhol
- 2023 – Narodženi vil'nymy (con i Bez obmežen')
- 2023 – Poljubyla
- 2023 – Viddaju
- 2024 – Kochaju
- 2024 – Ptaška
- 2024 – Bez tebe (con Maksym Borodin)
- 2024 – Mosty